# Aeros de Wichita
Les Aeros de Wichita (en anglais : Wichita Aeros) sont une ancienne franchise américaine de ligue mineure de baseball qui opère en Association américaine de 1970 à 1984 comme club-école des Indians de Cleveland (1970-1971), Cubs de Chicago (1972-1980), Rangers du Texas (1981), Expos de Montréal (1982-1983) et Reds de Cincinnati (1984). Les Aeros sont finalistes de l'Association américaine en 1972.

## Histoire
L'équipe déménage à Buffalo (New York) pour donner vie aux Buffalo Bisons en 1985.

## Saison par saison
| Saison | Vic.-Déf. | Rang | Play-offs         |
| ------ | --------- | ---- | ----------------- |
| 1970   | 67-73     | 8e   |                   |
| 1971   | 66-74     | 6e   |                   |
| 1972   | 87-53     | 1er  | Défaite en finale |
| 1973   | 67-68     | 4e   |                   |
| 1974   | 67-68     | 5e   |                   |
| 1975   | 68-68     | 5e   |                   |
| 1976   | 56-79     | 7e   |                   |
| 1977   | 68-64     | 4e   |                   |
| 1978   | 58-77     | 8e   |                   |
| 1979   | 57-79     | 8e   |                   |
| 1980   | 61-74     | 5e   |                   |
| 1981   | 65-70     | 5e   |                   |
| 1982   | 70-67     | 5e   |                   |
| 1983   | 65-71     | 5e   |                   |
| 1984   | 78-77     | 5e   |                   |